# Curtimorda maculosa
Curtimorda maculosa es una especie de coleóptero de la familia Mordellidae.

## Distribución geográfica
Habita en el norte de Europa.